# Monstruo de las Galletas
El Monstruo de las Galletas (en inglés: Cookie Monster) es un personaje de ficción de la serie de televisión Sesame Street. Aparece también en sus coproducciones Barrio Sésamo de España (donde se le conoce como Triki) y Plaza Sésamo de Hispanoamérica. En una canción de 2004, y luego en una entrevista en 2017, el Monstruo de las Galletas reveló su verdadero nombre como "Sid".

## Descripción del personaje
Su aspecto está caracterizado por un pelo de color azul oscuro, una boca enorme desprovista de dientes, ojos grandes y saltones y un voraz apetito característico, además de frases en las que expresa sus grandes ganas de comer: «¡Yo querer galleta!», «¡Yo comer galleta!» y «¡Aumm ñam ñiam ñiam ñiam!» (esta última onomatopéyica y pronunciada con la boca llena de comida). 
Su voz es grave y brusca, y su forma de hablar es simplificada, usando abundancia de infinitivos y omitiendo otros complementos lingüísticos. Come prácticamente cualquier cosa, no solamente galletas, incluyendo panecillos, rosquillas, manzanas, plátanos, lechuga, así como otros objetos no comestibles, como dispensadores de sal y pimienta, señales de tráfico, toallas, lapiceros, máquinas de escribir, teléfonos, motocicletas, premios Peabody, un camión, una caja fuerte, un Volkswagen Beetle, y la letra del día. De cualquier manera, como su propio nombre indica, su comida preferida son las galletas. En concreto, su tipo preferido de galletas son las de chispas de chocolate, seguidas muy de cerca por las galletas de avena. 
En una canción, en el año 2004, el Monstruo de las Galletas reveló que antes de haber probado su primera galleta, cree que su nombre era Sid. En un intento por mostrar unos correctos hábitos alimenticios a los niños, desde el 2006 afirma que las galletas son un "aperitivo ocasional", y también le gustan las frutas y la berenjena.
Se sabe que tiene una madre, una hermana más joven y un primo diseñado de manera idéntica (al que no le gustan las galletas), todos los cuales comparten su característico pelaje azul y «ojos saltones». También tiene un padre, que aparece en un número cómico, de la serie Monsterpiece Theater, promocionando el ahorro de energía, de agua y el respeto al medio ambiente. Ambos progenitores tienen igualmente un enorme apetito.
El Monstruo de las Galletas y sus amigos son temas muy populares en camisetas y todo tipo de objetos promocionales, e incluso ha aparecido como estrella invitada del famoso programa de cocina estadounidense de Martha Stewart, en el que disfrutó mucho (rozando el histerismo) dado que el plato a preparar en dicho programa fueron, obviamente, galletas. También apareció en un episodio de The Colbert Report en el año 2008.

## Origen e historia
En el libro Diseños y Garabatos de Jim Henson se explica el origen del Monstruo de las Galletas como sigue:

En 1966, Henson dibujó tres monstruos que comían galletas con objeto de que apareciesen en un anuncio de la General Foods para lanzar al mercado tres aperitivos crujientes: las ruedas, las coronas y las flautas. Cada uno de ellos era representado por un monstruo diferente. El ladrón de ruedas (Wheel-Stealer) era un monstruo peludo y bajito, con ojos temblorosos y dientes agudos y afilados. El secuestrador de flautas (Flute-Snatcher) era un veloz diablillo con una larga nariz afilada y un pelo agitado por el viento. El arrebatador de coronas (Crown-Grabber) era un monstruo huesudo con un acento al estilo de Boris Karloff y dientes agudos que parecían gigantescas agujas de punto.
Jim Henson en Diseños y Garabatos de Jim Henson

Estos monstruos tenían un gran apetito por los aperitivos a los que hacían referencia sus nombres. Cada vez que el narrador de los anuncios, una marioneta de aspecto humano, abría un envoltorio de ruedas, flautas o coronas, desaparecían antes de que pudiera comérselas. Una tras otra, los monstruos acechaban el momento de arrebatárselas y salir pitando con los aperitivos. Frustrado y hambriento, el narrador advertía entonces a los televidentes que "estos molestos monstruos pueden estar disfrazados con el aspecto de cualquier persona, incluso dentro de su propia casa", momento en el cual los monstruos se convertían brevemente en personas y volvían a tomar el aspecto de monstruos instantes después.
Finalmente, estos anuncios nunca fueron emitidos, pero los tres monstruos se hicieron un hueco en el reparto de The Muppets. El “Crown-Grabber” fue utilizado en un número cómico en el Show de Ed Sullivan, en el cual echa a perder el maravilloso día de una niña. Fue conocido desde entonces como el Monstruo del Bonito Día, realizando una serie de apariciones en Sesame Street y en The Muppet Show. El “Flute-Snatcher” se convirtió en Snake Frackle, un monstruo secundario en The Great Santa Claus Switch y en The Muppet Show. 
En 1967, Henson utilizó la marioneta del "Wheel-Stealer" para un vídeo de formación de IBM llamado La Máquina de Café. En el número cómico, llamado La cena del ordenador, el monstruo (dotado de unos ojos y colmillos aterradores, aunque graciosos), devora una compleja máquina a medida que la máquina misma va describiendo el propósito de cada una de sus partes y su construcción. Al final del mismo, la máquina parlante explica que su función principal es producir la mayor explosión conocida por el hombre. Después de un breve momento de comprensión por parte del monstruo, este explota. Este número fue también representado en el Show de Ed Sullivan, en 1967. Posteriormente fue vuelto a interpretar en el episodio de The Muppet Show que contó con George Burns como invitado, utilizando el "Luncheon Counter Monster" (literalmente, Almuerzo Contra Monstruo).
Dos años más tarde, Henson volvió a sacar a escena a la marioneta para tres anuncios destinados a la promoción de Munchos, una marca de patatas fritas de la marca Frito-Lay. Esta vez, la marioneta se llamaba Arnold, el Munching Monster (literalmente, el Monstruo de Masticar, llamado así debido al nombre de la marca de patatas promocionadas). Después de que se realizasen los tres anuncios, Henson tuvo la oportunidad de renovar el contrato. Eligió no hacerlo, debido a que en ese momento estaba trabajando en Sesame Street, y la marioneta del monstruo estaba a punto de dar un nuevo paso en su carrera.
El Monstruo de las Galletas, todavía sin un nombre, realizó su debut en Sesame Street en el primer episodio emitido el 10 de noviembre de 1969, interrumpiendo la "famosa conferencia sobre la W" de Kermit la rana (conocida como René en Hispanoamérica y Gustavo en España), debido a que se come la "W" que servía de modelo a mordiscos. Esta se transforma primero en una "N", luego en una "V" y finalmente en una "I", para frustración de Kermit. Después, intenta comerse a la misma rana.
La canción del Monstruo de las Galletas, "C is for Cookie", es una de las más famosas canciones de Sesame Street.

## Desarrollo y evolución
En 2006, en respuesta a los niveles alarmantemente altos de obesidad infantil en los Estados Unidos, Sesame Street comenzó a emitir una sección titulada "Hábitos de Vida Saludable". En esta sección, las marionetas del programa hablan sobre la necesidad de mantener una dieta sana y la práctica de ejercicio. Esta sección generó una serie de rumores que circularon por Internet acerca de que el nombre del Monstruo de las Galletas cambiaría por el de "Veggie Monster" (lit. Monstruo de los Vegetales, o de las Verduras), o que incluso sería eliminado totalmente del programa.
En 2007, en su aparición en el programa de televisión de Martha Stewart, el Monstruo de las Galletas explicó su nueva filosofía, consistente en que "...las galletas un alimento ocasional".
El 10 de febrero de 2008, la presentadora de la NPR, Elizabeth Blair, entrevistó al Monstruo de las Galletas para la sección In Character del programa "All Things Considered". Respondió al cuestionario Proust, así como también reveló algunas de sus cosas predilectas y no tan predilectas.
El 19 de junio de 2008, apareció en el programa The Colbert Report, y allí el Monstruo de las Galletas explicó otra vez que "... las galletas son un alimento ocasional". Colbert le preguntó muy agitado la razón por la cual el Monstruo de las Galletas había "abandonado su política pro-galletas", y que relación había entre esto y que las frutas se hubiesen convertido en el refrigerio favorito de los niños americanos, según un estudio que Colbert había escuchado. El Monstruo de las Galletas también afirmó que vivió unos "años locos" durante los 70 y los 80, apodándose a sí mismo como el "Robert Downey Jr. de las galletas". Después de comerse una galleta para probar que aun le gustan las galletas, le preguntó al presentador si su premio Peabody, un gran medallón en un pequeño pedestal, era una galleta. Cuando Colbert volvió a hablar con el Monstruo de las Galletas al final de su programa, el premio había desaparecido mientras el Monstruo de las Galletas se limpiaba la boca con una servilleta.

## Lista de intérpretes
Intérpretes principales
- Frank Oz - Desde 1969 hasta 2001 (Ocasionalmente hasta 2004)
- David Rudman - Desde 2001 hasta la actualidad

Intérpretes alternativos u ocasionales
- Jim Henson - en el Show de Ed Sullivan y comerciales.
- Joe Raposo - en "Everyones Likes Ice Cream
- Caroll Spinney - en un boceto de 1969 en la que varios monstruos susurran la letra C.
- Andy Heath - en episodios de The Furchester Hotel (solo como titiritero)

David Rudman se convirtió oficialmente en la voz del Monstruo de las Galletas en la temporada correspondiente al año 2002 (grabada en 2001) de Sesame Street, pero el año anterior, Rudman compartió dicha función con Eric Jacobson. Una vez que Jacobson fue asignado como titiritero y voz de Grover (Archibaldo) y Bert (Beto), Sesame Workshop eligió a Rudman como voz del Monstruo de las Galletas para permitir una mayor interacción entre dicho personaje y los asignados a Jacobson. Frank Oz todavía interpreta un par de veces al año tanto al Monstruo de las Galletas como a los demás personajes que caían dentro de su repertorio en Sesame Street.

## Objetos promocionales
A lo largo de los años se han producido un gran número de juguetes y otros artículos con la imagen del Monstruo de las Galletas. La más obvia suele ser un bote para las galletas, del cual se han producido un gran número de modelos diferentes.
También ha sido objeto de un gran número de libros dirigidos al público infantil:
- Feliz cumpleaños, Monstruo de las Galletas
- La cocina del Monstruo de las Galletas
- La Navidad del Monstruo de las galletas
- Una galleta malgastada - La historia de un monstruo
- La galleta más grande del mundo
- El Monstruo de las Galletas y el árbol de las galletas
- Un buen momento para comer, del Monstruo de las Galletas
- El libro azul del Monstruo de las Galletas
- ¿Dónde estás Monstruo de las Galletas?
- ¡¡Monstruo de las Galletas!!
- El libro de actividades del Monstruo de las Galletas
- El enorme libro del color del Monstruo de las Galletas
- El libro de formas de galletas del Monstruo de las Galletas
- El Monstruo y la galleta sorpresa
- Barrio Sésamo: Se busca, el Gran Ladrón de Galletas